# Dick Vitale's "Awesome, Baby!" College Hoops
Dick Vitale's "Awesome, Baby!" College Hoops est un jeu vidéo de basket-ball sorti en 1994 sur Mega Drive. Le jeu a été développé et édité par Time Warner.